# Gomphurus vastus
Gomphurus vastus is een echte libel uit de familie van de rombouten (Gomphidae).
De wetenschappelijke naam van de soort werd in 1862 als Gomphus vastus gepubliceerd door Benjamin Dann Walsh.